# Fox (Frankrijk)
Fox is een Frans historisch merk van motorfietsen.
Hoewel er van dit merk weinig bekend is, bestond het vrij lang, van 1931 tot aan het einde van de jaren veertig, waarmee het dus ook de Tweede Wereldoorlog overleefde. In die periode werden lichte en goedkope 100cc-motorfietsjes geproduceerd.